# Життя (фільм, 1999)
Життя (англ. Life) — американський фільм режисер Теда Демме, знятий 1999 року за сценарієм Роберта Рамсі та Меттью Стовна.

## Опис
Нью-Йорк, 1932 рік. Сухий закон загнав доброчесних, але пристрасно охочих випити громадян в підпільні питущі заклади. У одному з таких притонів і перетнулися шляхи дрібного злодюжки Рея Ґібсона (Едді Мерфі) та банківського працівника-невдахи Клода Бенкса (Мартін Ловренс). 
За фатальним збігом обставин Рей та Клод не догодили місцевому босові мафії і влипли у великі неприємності. Щоб реабілітуватися перед розгніваним бандитом, приятелі погодилися перегнати набиту спиртним вантажівку з штату Міссісіпі в Нью-Йорк. Але по дорозі їх заарештували, незаконно звинуватили у вбивстві і засудили до довічного ув'язнення в місцевій колонії суворого режиму. Тепер товаришам по нещастю належить провести своє життя в компанії кримінальників, не втративши при цьому, однак, надію втекти та помститися своїм кривдникам ...

## У ролях
| Актор                     | Роль                                |
| ------------------------- | ----------------------------------- |
| Едді Мерфі                | Рей Ґібсон                          |
| Мартін Ловренс            | Клод Бенкс                          |
| Обба Бабатунде            | Віллі Лонґ                          |
| Ентоні Андерсон           | Кукі                                |
| Нед Бітті                 | Декстер Вілкінс                     |
| Нік Кассаветіс            | сержант Діллард                     |
| Берні Мак                 | Джанґл Леґ                          |
| Бокім Вудбайн             | Can not Get Right                   |
| Міґель А. Нуньєс-молодший | Бісквіт                             |
| Брент Дженнінґс           | Боб                                 |
| Р. Лі Ермі                | старий шериф Пайк                   |
| Ной Еммеріх               | Стен Блокер                         |
| Рік Джеймс                | Спанкі                              |
| Сена Латан                | ім'я персонажа                      |
| Ліза Ніколь Карсон        | Сильвія                             |
| Поппі Монтґомері          | Мей Роуз Ебернеті (у старшому віці) |
| Еллісон Колл              | молода Мей Ровз                     |
| Heavy D                   | Джейк                               |
| Дон Гарві                 | Біллі Боб                           |
| Нед Вон                   | молодий шериф Пайк                  |
| О'Ніл Комптон             | суперінтенданта Абернеті            |
| Армелія Макквін           | місіс Клей                          |